# Sōhyō
El Consell General Sindical del Japó (日本労働組合総評議会 Nihon Rōdōkumiai Sōhyōgikai), abreujat com a Sōhyō (総評), va ser una confederació japonesa de sindicats d'esquerres. Fundada el 1950, va ser la més gran del Japó en la seua època. Tenia llaços amb el Partit Socialdemòcrata japonès, rivalitzant amb l'altra confederació de sindicats, Dōmei. El 1989 va desaparèixer.